# Molophilus haagi
Molophilus haagi är en tvåvingeart som beskrevs av Alexander 1946. Molophilus haagi ingår i släktet Molophilus och familjen småharkrankar. Inga underarter finns listade i Catalogue of Life.